# Lousa (Castelo Branco)
Lousa is een plaats (freguesia) in de Portugese gemeente Castelo Branco en telt 752 inwoners (2001).